# Viby (Kristianstad)
Viby is een dorp in de gemeente Kristianstad in de Zuidelijkste provincie van Zweden: Skåne. Het heeft een inwoneraantal van 991 en een oppervlakte van 105 hectare (2010).